# Тузла (станція)
40°49′48″ пн. ш. 29°19′20″ сх. д. / 40.830044720922° пн. ш. 29.322250797251° сх. д.
Тузла (тур. Tuzla) — залізнична станція на лінії S-bahn Мармарай, що належить TCDD, розташована на анатолійській стороні Стамбула, у мікрорайоні Істасйон району Тузла.
Конструкція — наземна відкрита з однією острівною платформою. 
Розташована на залізниці Стамбул-Анкара та була введена в експлуатацію 29 травня 1969 
, 
обслуговувала приміський поїзд B2 (Гайдарпаша — Гебзе) в 1969 — 2013 роках. 
Була закрита 

і перебудована і знову відкрита 12 березня 2019 року. 

## Пересадки
- Автобус: KM12
- Маршрутки: Пендік - Шифа-махаллесі, Терсанелер - Айдмнли-токі

## Сервіс
| Попередня станція  | Лінія | Лінія    | Лінія | Наступна станція |
| ------------------ | ----- | -------- | ----- | ---------------- |
| Ічмелер до Халкали |       | Мармарай |       | Чаїрова до Гебзе |